# Mobile Metering
Mobile Metering ist die Energiemessung mit Hilfe eines mobilen Stromzählers. Sie ermöglicht die mobile Messdatenerfassung im Energiemarkt. Die Deutsche Bahn setzt diese Technologie seit längerem für ihre Züge ein, auch zum Erfassen der Ladevorgänge von Elektroautos wird sie angewendet.
Ein mobiler Zähler wird entweder in das Fahrzeug selbst oder in ein spezielles Ladekabel integriert. Über Mobilfunk können die Ladevorgänge exakt (kWh-genau) an ein Backend übertragen werden. Geladen wird an einfachen, schaltbaren Systemsteckdosen, die direkt mit dem Stromnetz verbunden werden können. Sie können technisch auf ein Minimum reduziert werden, da die Abrechnungs- und Kommunikationstechnik im Fahrzeug mitgeführt wird. Systemsteckdosen sind in der Anschaffung günstig, wartungsarm und verursachen im Gegensatz zu herkömmlichen Ladepunkten keine laufenden Kosten für den Messstellenbetrieb.

## Entwicklung
Ursprung des Mobile Metering waren die Forschungsprojekte „On Board Metering I & II“ (Laufzeit 2010–2015) unter Förderung des Bundesministeriums für Wirtschaft und Technologie. Beteiligte an diesen Projekten waren:
- ITF-EDV Fröschl GmbH (Leitstellenspezialist, mittlerweile SAGEMCOM Fröschl GmbH)
- PTB, Physikalisch-Technische Bundesanstalt
- VOLTARIS GmbH (Experten für Zähler-Energiedienstleistungen)
- ubitricity Gesellschaft für verteilte Energiesysteme (Mobilstromanbieter / Projektleitung)

Elektromobilität wurde im Rahmen des Projekts nicht als singuläre Herausforderung betrachtet. Der Ausbau der Elektromobilität sollte einen relevanten Beitrag für die Energiewende leisten. Dafür wurde das E-Fahrzeug als Energiespeicher konzipiert. Ziel war es, neben der Erfassung und Abrechnung möglichst viele Netzkoppelpunkte zu schaffen, um jedem Fahrzeug während des Parkens Zugang zum Netz zu ermöglichen.
Zuvor war Ladeinfrastruktur für E-Fahrzeuge zentralisiert gedacht worden: Mehrere E-Fahrzeuge hätten sich einen Ladepunkt teilen müssen und damit keinen dauerhaften Netzzugang erhalten können. Durch die Verschiebung der Technik vom Ladepunkt hin zum Fahrzeug soll sich eine flächendeckende Ladeinfrastruktur realisieren lassen, die den systemrelevanten Beitrag ermöglicht.

## Möglichkeiten des Modells
Der Ansatz des Mobile Meters eröffnet Möglichkeiten und Geschäftsmodelle im Bereich der Elektromobilität.
- Beitrag zur Netzstabilität. Elektrofahrzeuge können als intelligenter Speicher in das Netz integriert werden. Die fluktuierend erzeugten regenerativen Energien könnten so in größerem Umfang in das Netz integriert werden.
- Der Technik-Shift vom Ladepunkt auf Fahrzeug und Ladekabel lässt Ladepunkte günstiger werden. Ein Aufbau flächendeckender Ladeinfrastruktur ist mit deutlich geringeren Investitionen zu realisieren.
- Freie Energieanbieterwahl und exakte Abrechnung. Der Energievertrag kann mit dem Mobile Meter auf das Fahrzeug oder Ladekabel abgeschlossen werden, bei freier Anbieterwahl.[5]